# Koper-indium-galliumselenide

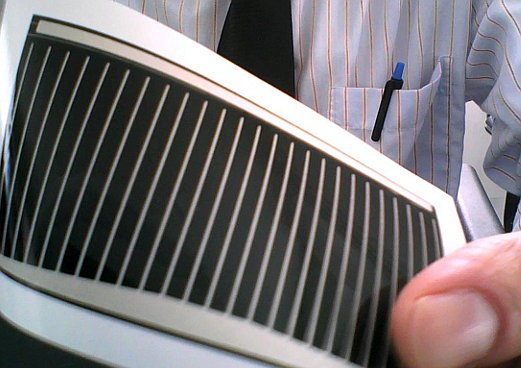
Een flexibele CIGS-zonnecel met als substraat een polyimide.

Koper-indium-galliumselenide of CIGS (van het Engelse copper indium gallium selenide) is een halfgeleidermateriaal voor de productie van zonnecellen dat bestaat uit koper, indium, gallium en seleen. De algemene brutoformule is CuInxGa(1-x)Se2.
De halfgeleider wordt toegepast in CIGS-zonnecellen in de vorm van een polykristalijne dunne film. Dergelijke zonnecellen bestaan uit een substraat (vervaardigd uit glas of een polymeer), waarop een fijne laag (0,3 - 0,4 µm) molybdeen wordt gecoated. Daarop komt een dunne film (1,5 - 2,5 µm) CIGS, waarboven nog lagen van cadmiumsulfide en zinkoxide worden aangebracht.
De belangrijkste vijf CIGS-bedrijven zijn Solibro, Nanosolar, Miasole, Solopower en Ascent Solar.